# 克林珀讷瓦尔德
克林珀讷瓦尔德（荷蘭語：Krimpenerwaard，荷蘭語發音：[ˈkrɪmpənərˌʋaːrt]）是荷蘭南荷蘭省的一個市镇，於2015年1月1日由原市鎮下莱克、奥德凯尔克、弗利斯特、贝赫安巴赫特、斯洪霍芬合併而成。

## 名稱
“Krimp”一詞表示彎曲的河道，而“Waard”在荷蘭語表示不同河道與堤防之間的區域。